# Конституционный блок (Болгария)
Конституционный блок (болг. Конституционен блок) ― политический союз, осуществлявший свою деятельность в Болгарии в начале 1920-х годов. Был сформирован оппозиционными политическими объединениями против правящей партии Болгарского земледельческого народного союза (сокращённо ― БЗНС).

## История
Политическое объединение было сформировано 6 июля 1922 года и включало в себя представителей Объединённой народной прогрессивной партии, Демократической партии и Радикальной демократической партии. Помимо этого Конституционный блок считался союзным по отношению к партии Народного союза. Объединение также вскоре начало печатать свою газету под названием «Слово».
Конституционный блок выиграл 17 мест в парламенте Болгарии по результатам апрельских выборов 1923 года (тогда же он был представлен совместным списком с Болгарской рабочей социал-демократической партией (широких социалистов), ни один из членов которой не смог завоевать депутатское кресло).
Вскоре после этого наиболее видные лидеры партии были арестованы и лишены свободы по обвинению в ответственности за поражения страны во Второй Балканской войне и Первой мировой войне. После обеих войн королевство было лишено ряда территорий, в том числе и стратегического выхода к Эгейскому морю (по Нёйискому договору), а также обязывалась сократить численность армии до 20 000 человек. В результате этого оставшиеся на свободы члены Конституционного блока 9 июня 1923 года совершили государственный переворот, который сверг правительство, возглавляемое БЗНС. В августе того же года большинство лидеров объединения вступили в недавно сформированную партию «Демократический сговор», после чего Конституционный блок был распущен.